# Castrum antiquum Paganorum
Castrum antiquum Paganorum je utvrda iz starog vijeka koja se nalazila kod Kašine. Stilski pripada kasnoj antici. Namjenski je bio vojnorefugijalni kompleks. Prvotno je bio refugij-zbježište, a vremenom je militariziran, posebice u 4. stoljeću, kad je opsežno fortificiran. U srednjem su vijeku taj stari grad nazivali "starim poganskim gradom" (Castrum antiquum Paganorum).

## Povijesni tragovi
Povijesne tragove o njoj se nalazi u povelji Karla I. Roberta od 1328. godine u kojoj se potvrđuje posjedovanje posjeda zagrebačkog Kaptola u Kašini, a u kojoj se spominje kod opisivanja međa kaptolskog posjeda u Kašini i ta uvrda.
Toponimi su također bili pokazateljima smještaja te utvrde, jer se do castruma dolazilo iz vukovdolske doline brdom →Gradcem i »smicaljkom«, kojom su se drva spuštala do ovog grada "castruma Paganoruma".

## Zemljopisni položaj
Stajao je na brdu između doline potoka Vukovdola i doline potoka Beleka. Pretpostavka je bila da se ovaj stari grad može tražiti na brdu koje se uzdiže istočno od kapele Sv. Jurja u Planini. Bio je na posjedu zagrebačkoga Kaptola, a smješten između ivanovačkog samostana sv. Jurja u Planini i biskupskoga grada Blaguše, opasano sa sjevera potokom Vukovdolom i njegova ušća u potok Kasinu, a na zapadu potokom Kašinom i cestom Kašina - Marija Bistrica, te na jugu potokom Belkom, jer se je s toga grada moglo ravno silaziti u dolinu potoka Vukovdola i do Vukove oranice. Pored ovog starog grada u Kašini, 1217. godine spominje se i Castrum Blagusa.
Ovaj castrum kod Kašine se nalazi na brijegu Kuzelinu na uzvisini nadmorske visine od 511 m. Po katastru pripada D. Glavnici. Smješten je na istočnoj strani Grada Zagreba. U blizini se nalazi prijevoj Laz, između Prigorja i Zagorja, između Kašine i Marije Bistrice.
Nalazio se u blizini stare rimske ceste koja je vodila iz Andautonije (današnjeg Šćitarjeva) preko Save u današnji Resnik. Odandje je promet išao "židovskom cestom" u Vugrovec i Kašinu. Nakon njih je prometnica išla preko Planine i prijevoja Laza u Bistricu te "današnjim Zagorjem (Batina, Veternica, Lepoglava) do Optuja na Dravi".

## Obnove objekta
Objekt se obnavljalo u vremenima kad su ratne ugroze ugrozile pax romanu, koja je u tim krajevima počela otkad je ukinut rimski protektorat Noričko Kraljevstvo u 1. st. i nakon što je Tiberije djelovao iz Poetovia i Siscije protiv ilirskih ustanika u 10-ima preko cesta koje su išle oko ovog kraja. Te kasnije ratne ugroze su ratna kretanja germanskih plemena Kvada i Markomana te gomilanja barbarskih plemena Gota uz sjevernu granicu. Tada je castrum postajao utočištem ugroženima i napadnutima. Mnogobrojni rimski ladanjsko-gospodarski objekti, villae rusticae, stambeno-gospodarski i termalni kompleksi ladanjskih vila, velike luke, koje su nikle u mirnim vremenima, financirale su obnovu i održavanje tog obrambenog objekta.
Značajke najznačajnijeg fortificiranja iz 4. stoljeća su: na istočnoj strani castruma je podignut kameni obrambeni zid dužine oko dvjesta metara. Na jugozapadnoj strani se je postavilo palisadnu obrambenu crtu. Zasad se nagađa o tome jesu li postojale obrambene kule, bilo da su kamene, bilo da su drvene, jer dosadašnja istraživanja (počela su 1975.) nisu dala takve pokazatelje.
Poslije ova utvrda nije bila obnavljana u srednjem vijeku, tako da je, iako su na njenom mjestu su se tek u nedavnoj prošlosti izvodili nekakvi manjih poljodjelski radovi, ostala nedirnutom sve do današnjice.